# Red Leader Dream
Red Leader Dream är Nina Kinerts fjärde studioalbum, utgivet 2010.

## Låtlista[1]
1. "Moonwalker"
2. "Play the World"
3. "Down on Heaven"
4. "Tiger You"
5. "Push I"
6. "My Girl"
7. "Wings"
8. "4-ever"
9. "Original Sin"
10. "25"

## Mottagande
Skivan har medelbetyget 3,6/5 på Kritiker.se, baserat på tjugoen recensioner.